# El V and The Gardenhouse
I Garden House, talvolta scritto GardenHouse e conosciuti anche come El V & The Gardenhouse, sono un gruppo reggae-raggamuffin italiano nati a Bologna nel 1988.

## Storia del gruppo
I Garden House nascono a Bologna nel 1988 dall'unione del chitarrista e cantante Marco Vecchi, conosciuto artisticamente come El V con il batterista e percussionista Marco Bersani conosciuto come Bers, dalla quale inizierà una lunga collaborazione e approfondimento sulla musica reggae, dancehall, raggamuffin e di tutti quei generi musicali "catalogati" nella Black music.
Nei primi anni novanta, dopo aver autoprodotto una serie di demotape promozionali, la band intraprende le prime esperienze in live esibendosi principalmente nei centri sociali del nord Italia.
Nel 1994 viene prodotto l'EP dal titolo Ci vuole una ragione, che viene presentato all'Arezzo Wave di quell'anno.
Gli anni tra il 1994 e il 1996  sono caratterizzati da un lungo tour che li porterà a suonare in tutta Italia e a partecipare a prestigiosi festival, tra cui si ricorda anche il Rototom Sunsplash e il Meeting delle Etichette Indipendenti.
Sempre nel 1996 pubblicano il singolo Se ti dai. Il brano, presentato in 4 versioni, vede la partecipazione con 2 remix di Dj Meo. I proventi del singolo furono donati alla Lega italiana per la lotta contro l'AIDS e da questa iniziativa la band inizierà una lunga serie di collaborazioni a scopo umanitario che seguiranno poi nel tempo.
Dopo una serie di vicissitudini che portò il gruppo ad un periodo di incertezza dal 1999 alla fine del 2003, El V e i GardenHouse vengono coinvolti in una nuova iniziativa benefica. Infatti il remix del brano Golden Girl and Silver Boy viene inserito in una compilation a favore di Emergency. Dopo quell'esperienza gli El V & The Gardenhouse ritrovano la vena compositiva degli inizi e nel 2005 pubblicano il singolo Radio Casa Garden, seguito dall'album Anima Revuelta del 2007 e Anima Revuelta tour che li vedrà impegnati fino ad ottobre 2009.
Nel 2010 esce Desde la Calle, album prodotto dalla Molto Recording e distribuito dalla Universal Music che vede la collaborazione dell'arrangiatore e produttore bolognese Raniero Gaspari, il quale curerà la produzione artistica di buona parte dell'album. Infatti l'album vede la partecipazione di numerosi artisti tra cui Little Tony, Il Generale, Cico, Prhome e Zero Plastica.
Il 2012 è caratterizzato da l'ennesima collaborazione a scopo umanitario della band bolognese, con la realizzazione della compilation Suoni Meticci,  i cui proventi sono a favore dell'Associazione Nazionale d'Amicizia Italia-Cuba per acquistare farmaci oncologici pediatrici per il sistema sanitario nazionale di cubano. Il progetto, curato da El V e sostenuto da Don Gallo e Renzo Arbore, vede impegnati numerosi artisti tra cui si ricordano i Nomadi, Modena City Ramblers, Sud Sound System, nonché artisti internazionale come Sergent Garcia e Amparo Sanchez.
Il 2013 è l'anno in cui la band festeggia i venticinque anni di attività musicale, e li celebra con l'uscita dell'album dal titolo Tocar Y Luchar. Album suddiviso in due parti dove la prima racchiude le tracce più significative nei venticinque anni di attività del gruppo, mentre nella seconda viene presentato il singolo Mama Negra pubblicato in numerose versioni, dove ogni traccia contraddistinta da un ospite diverso che interpreta una strofa del brano con la propria voce e proprie liriche. Tra gli artisti partecipanti si ricorda Tonino Carotone, Chiki Lora dei Canteca de Macao dalla Spagna, Ema outta La Zurda dall'Argentina, e di alcuni dei migliori interpreti della scena reggae italiana del momento, come Rootsman I dei Train To Roots, KG Man  dei Quartiere Coffee e Gioman.
Anticipato dal singolo El doctor, nel 2017 la band pubblica con l'etichetta indipendente DeepOut Records (Alman Music) l'album intitolato Mañana Será Tarde. Questo nuovo lavoro è interpretato in 4 lingue e diversi idiomi convivono spesso all'interno della stessa canzone. Nell’album si mescolano reggae meticcio, raggi di Soul e latinità, in un suono internazionale ma profondamente italiano. Numerosi sono gli ospiti che partecipano al progetto e tra questi Sergent Garcia.
Per celebrare 30 anni di carriera EL V AND THE GARDENHOUSE pubblicano nel 2019 Worlwide (DeepOut Records), una collezione di nuove versioni del loro repertorio più significativo realizzata per l’occasione con DJ, producer ed artisti da varie parti del mondo. Fra i tanti ospiti, featuring e combination, in questo album anche Sergent Garcia, Lion Sitte, Hueso Negro, Francesca Taverni e tanti altri. L’album viene presentato attraverso il primo singolo World is on fire.

## Formazione

### Formazione attuale
- Marco Vecchi (El V) - voce, chitarra
- Gianluca "Destroyer" Schiavon - batteria
- Yateké - basso
- Pablito La Ganga - chitarra, voce
- Mike Trombetti - tastiere, voce
- Andrea "Uischi" Zucchi - sassofoni, voce

Friends
Pecos - batteria
Sasà "Salvador" Vaccaro - trombone
Claudio "El Malagueño" Malaguti - chitarre
Francesca Taverni - voce

## Discografia

### Album di studio
- 2007 - Anima Revuelta (Stranisuoni)
- 2010 - Desde La Calle (Molto recording/Universal)
- 2013 - Tocar Y Luchar (Molto recording/Universal)
- 2015 - Anima Revuelta bonus pack (Molto Recordings)
- 2017 - Mañana Serà Tarde (Alman Music / Deepout Records)
- 2019 - Worldwide - Remixes & Versions (Alman Music / Deepout Records)

### Demo, Ep
- 1991 - Disordine ft. General John (demo)
- 1992 - Non ci sto ft. General John (demo)
- 1994 - Ci vuole una ragione (ep vinile)

### Singoli
- 1996 - Se ti dai ft. Global Village
- 2005 - Radio Casa Garden
- 2006 - Locura
- 2007 - Tu sei qui
- 2007 - Un Cafesito Mami ft. Il Generale
- 2010 - Quando vedrai la mia ragazza ft. Little Tony
- 2011 - La Capitana
- 2013 - Mama Negra ft. Tonino Carotone
- 2014 - Golden Girl and Silver Boy
- 2015 - La Brigata Corazòn
- 2017 - El Doctor
- 2018 - EL Doctor + Tamarita - Ltd Ed solo vinile (Tropical Diaspora Records - Germany)
- 2019 - World is on Fire (Dj Mista RMX)

### Partecipazioni a compilation extra
- 1994 - Arezzo Wave Compilation (con la traccia Mani Tese)
- 1997 - Andate a lavorare teppisti! (con la traccia Se ti dai)
- 2004 - Senza che nessuno ci consenta per Emergency (con la traccia Golden Girl and Silver Boy)
- 2006 - Un cafesito mami per Ya Basta (con il brano Un cafestito mami)
- 2009 - I bambini sono di tutti per Emergency (con la traccia Estamos Listos)
- 2009 - Don't Hesitate (con la traccia Mi gente)
- 2012 - Suoni Meticci per l'Associazione Nazionale d'Amicizia Italia-Cuba[11] (con i brani Amore angelito e Tamarita)

## Videografia

### DVD
- 2007 - Anima Revuelta Tour 2007 - Live Estragon

### Videoclip
- 2008 - Radio Casa Garden
- 2010 - Quando vedrai la mia ragazza ft. Little Tony
- 2011 - La Capitana
- 2014 - Golden girl and silver boy
- 2015 - La Brigata Corazòn
- 2017 - El Doctor
- 2018 - Fiesta (live)
- 2019 - World is on fire ft. Francesca Taverni